# Ngày Tết quê em
"Ngày Tết quê em" là tên một bài hát Tết do nhạc sĩ Từ Huy sáng tác vào năm 1994. Đây là một trong những ca khúc nổi bật mỗi dịp Tết Nguyên Đán ở Việt Nam.

## Sáng tác
Từ Huy từng hoạt động trong ban nhạc bảy thành viên tên "Những người bạn" (cùng với Trịnh Công Sơn, Tôn Thất Lập, Trần Long Ẩn, Nguyễn Ngọc Thiện, Nguyễn Văn Hiên và Thanh Tùng). Ông sáng tác ra ca khúc này ban đầu với mục đích thực hiện cho chương trình chào mừng Tết của hãng phim Phương Nam.
Khi được phát hành vào khoảng sau dịp Giáng Sinh năm 1994, ca khúc nhanh chóng trở thành một trong những bài hát nổi tiếng nhất vào dịp Tết Nguyên Đán ở Việt Nam. Theo nhạc sĩ Tôn Thất Lập, câu hát mở đầu “Tết, Tết, Tết, Tết đến rồi” được Từ Huy lấy cảm hứng từ tiếng pháo nổ lách tách vào dịp lễ này.

## Các phiên bản
Ngày Tết quê em từng được nhiều nghệ sĩ thể hiện, với những phong cách khác nhau, ví dụ như nhóm Tam ca Áo Trắng, nhóm Mây Trắng, Xuân Mai, Phi Nhung, Quang Vinh, bộ ba cựu thí sinh Vietnam Idol Đông Nhi, Uyên Linh và Trọng Hiếu, v.v.